# Kreisamt Limburg
Das Kreisamt Limburg (auch Kreis Limburg) war 1849 bis 1854 ein Landkreis im Herzogtum Nassau mit Sitz in Limburg.
Nach der Märzrevolution 1848 wurde die Verwaltung neu geordnet. Mit Gesetz vom 4. April 1849 wurden in Nassau Verwaltung und Rechtsprechung auf unterer Ebene getrennt. Die Reform trat zum 1. Juli 1849 in Kraft. Für die Verwaltung wurden 10 Kreisämter gebildet, die Ämter als Justizämter (also Gerichte der ersten Instanz) weitergeführt.
Das Kreisamt Limburg wurde aus den bisherigen Ämtern Limburg, Diez und Runkel gebildet und war für die Verwaltungsaufgaben zuständig. Die Rechtsprechung in der untersten Instanz verblieb in den Ämtern, die nun Justizämter genannt wurden. An der Spitze des Kreisamtes stand ein Kreisamtmann (das war die Bezeichnung des Landrats) mit einem Kreissekretär als Vertreter. In Limburg wurde Ludolph von Langen zum Kreisamtmann ernannt. 1853 bis 1854 folgte Hermann Becker ihm als Kreisamtmann nach. Neben dem ernannten Kreisamtmann wurde erstmals ein gewählter Kreisbezirksrat eingerichtet.
Die Frage des Kreisamtssitzes wurde in der Ständeversammlung kontrovers diskutiert. Der Limburger Abgeordnete (und Pfarrer in Diez) Ludwig Creutz setzte sich vehement für Diez als Sitz ein. Mit 22 von 33 Stimmen entschied sich das Parlament aber für Limburg.
Erstmals wurden auch kommunale Volksvertretungen, die Kreisbezirksräte eingerichtet. Für das Kreisamt Limburg wurden im Juli 1849 folgende Personen in den Kreisbezirksrat gewählt:
1. Joseph Burkhard, Limburg
2. Carl Lorenz, Diez
3. Georg Ebel, Münster
4. Friedrich Maier, Geilnau
5. Jacob Eppstein, Villmar
6. Carl Anton Mohr, Niederneisen
7. Johann Knapp, Dauborn
8. Peter Stilger, Niederbrechen
9. Heinrich Kuhn, Schupbach

Die Wahlperiode betrug zwei Jahre. Nach den zweiten Wahlen bildete sich der Kreisbezirksrat 1853 aus:
1. Philipp Balzer, Diez
2. Martin Mohr, Limburg
3. Adolph Bingel, Holzappel
4. Wilhelm Müller, Runkel
5. Gräf, Bürgermeister zu Obertiefenbach
6. Friedrich Ohl, Oberneisen
7. Heil, Bürgermeister zu Weyer
8. Peter Stilger, Niederbrechen
9. Johann Knapp, Dauborn[2]

Die Reform wurde jedoch bereits am 1. Oktober 1854 wieder rückgängig gemacht, die Kreise wieder abgeschafft und die vorigen Ämter wiederhergestellt.